# Prapso (Shih Tzu)

## Prapso (Shih Tzu)
Prapso es un término que se utiliza para describir una condición genética observable en algunas razas caninas tibetanas como el Shih Tzu, Lhasa Apso y Spaniel Tibetano. Los perros con esta condición presentan características físicas distintas al estándar de la raza, especialmente en el pelaje, que es más corto, suave y de crecimiento limitado. También se observan diferencias en el desarrollo físico y cognitivo.

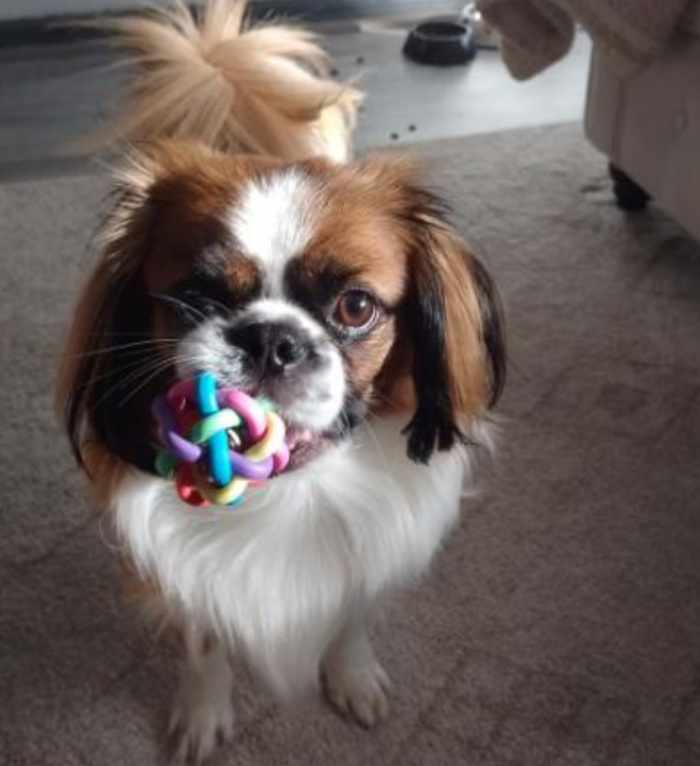
Ejemplar de Shih Tzu con la condición genética Prapso, que se caracteriza por pelaje corto, madurez temprana y apariencia similar al Pekinés.

## Origen del término
El término Prapso proviene de la expresión en inglés perhaps an Apso (quizás un Apso), utilizada por criadores australianos para describir cachorros con un aspecto atípico, especialmente en su pelaje. Inicialmente se asociaba a la raza Lhasa Apso, pero también ha sido documentado en Shih Tzu y otras razas tibetanas.

## Características
Los cachorros Shih Tzu con la condición Prapso se distinguen por:
- Apertura ocular más temprana (a veces antes de los 6 días de vida).
- Dentición precoz con juego completo de dientes hacia las 4-5 semanas.
- Desarrollo físico y cognitivo más rápido que sus hermanos.
- Personalidad activa, curiosa y dominante.

### Pelaje
- Prapso completo: pelaje corto y suave en todo el cuerpo, incluyendo la cara, patas y cola. No alcanza la longitud típica de un Shih Tzu estándar.
- Prapso parcial: pelaje un poco más largo en el cuerpo, pero sigue siendo más corto en la zona del hocico y extremidades. La textura puede ser más lisa o sedosa.

## Genética
Estudios llevados a cabo en la década de 1970 por criadores australianos y el centro británico CHART sugieren que el Prapso no es causado por un único gen, sino por una combinación de múltiples genes conocidos como características cuantitativas. Entre los genes más frecuentemente asociados se encuentran:
- RSPO2: relacionado con los “facial furnishings” o características del rostro.
- FGF5: regula la longitud del pelaje.
- BMP3: influye en la longitud del hocico.

Las variaciones en estos genes pueden explicar la expresión fenotípica del Prapso en diferentes grados.

## Reconocimiento y crianza
Dado que el Prapso no cumple con el estándar oficial del Shih Tzu, los ejemplares con esta condición no son considerados aptos para exposición. Sin embargo, son perros completamente sanos y aptos como animales de compañía. Muchos criadores éticos optan por informar a los compradores sobre esta condición genética.
Se recomienda evitar repetir la combinación de padres que haya producido cachorros Prapso, aunque no se suele excluir a los reproductores involucrados si no hay recurrencia.

## Controversia y crianza responsable
En algunos casos, los criadores pueden no reconocer o no informar sobre la condición, lo que causa confusión en los compradores. Si un propietario espera un Shih Tzu de exposición y adquiere un Prapso sin saberlo, puede experimentar frustración innecesaria.
Por otro lado, muchos dueños consideran a los Prapso como perros muy inteligentes, afectuosos y de fácil mantenimiento, y algunos llegan a solicitar otro ejemplar con estas características.

## Avances en investigación
En la actualidad, proyectos como Dog10K están secuenciando el genoma de 10.000 perros para comprender mejor la variabilidad genética de las razas. Las pruebas genéticas modernas permiten identificar alelos relacionados con el tipo de pelaje y estructura facial, ayudando a los criadores a tomar decisiones informadas y responsables.